# Юнг, Кэти
Кэти Юнг (англ. Cathie Jung; род. 1937) — американка, известная как обладательница самой тонкой талии в мире.

## Биография
Кэти родилась в 1937 году. В 1959 году она вышла замуж за ортопеда Боба Юнга, с которым познакомилась во время обучения в Университете Тафтса. У них родились трое детей. В те времена был популярен образ женщины с тонкой талией, и Кэти периодически надевала корсет. В 38-летнем возрасте она стала регулярно утягивать талию по просьбе супруга, а также из-за любви к викторианской моде и персонажу Скарлетт О’Хара из фильма «Унесённые ветром». Начиная с 1983 года, она носила корсет 23 часа в сутки, снимая лишь для принятия душа. При этом она не переносила какие-либо пластические операции и не придерживалась особой диеты.
Кэти рассказывала, что у неё есть около 100 различных корсетов. Она известна как «королева корсетов». Проживает в Коннектикуте. Супруги Юнг несколько раз появлялись на американском, европейском и японском телевидении. По их словам, у женщины нет каких-либо негативных последствий для здоровья от постоянного ношения корсета. Кэти также появлялась на страницах изданий New York Times и Life и снялась в фильме Мэтью Барни «Кремастер 2».
Рекорд Юнг как ныне живущей обладательницы самой тонкой талии был признан Книгой рекордов Гиннесса в 1999 году. По данным этого издания, её талия при надевании корсета равна 38,1 см, без корсета — 53,34 см. Рост Кэти — 172 см. Тем не менее, Юнг не считается абсолютной рекордсменкой в истории: так, у британки Этель Грейнджер (1905—1982) объём талии составлял 33 см. Такой же тонкой талией, как сообщается, обладала французская певица и актриса Полер (1874—1939).